# Bình Sơn, Triệu Sơn
Bình Sơn là một xã thuộc huyện Triệu Sơn, tỉnh Thanh Hóa, Việt Nam.
Xã Bình Sơn có diện tích 17,66 km², dân số năm 1999 là 2391 người, mật độ dân số đạt 135 người/km².